# Last Horizon
„Last Horizon“ je kytarové sólo britského rockového kytaristy Briana Maye. Nahrávka byla vydána 6. prosince 1993 jako singl z jeho sólového studiového alba Back to the Light, na jehož straně B se nacházely písně „’39“ a „Let Your Heart Rule Your Head“ (živá verze). V britských hitparádách figuroval 2 týdny, přičemž nejvýše dosáhl na 51. příčku. Skladba se často objevovala v setlistu pro koncerty skupin Brian May, Queen, Queen + Paul Rodgers, Queen + Adam Lambert, i jeho sólové. Jedná se o pomalé čistě instrumentální sólo se smutným tónem. Oficiální nahrávka skladby byla nahrána na Mayovu kytaru Red Special.